# Arai Tosihiro
Arai Tosihiro (japánul: 新井　敏弘, nyugaton: Toshihiro Arai, illetve Toshi Arai; 1966. december 25. –) japán autóversenyző, kétszeres (2005, 2007) N csoportos rali-világbajnok.

## Pályafutása
1997 óta vesz részt a rali-világbajnokság versenyein. A 2000-es valamint a 2001-es szezonban egy Subaru Impreza WRC-vel versenyzett, ám két negyedik és egy hatodik helyezésen túl nem ért el kimagasló eredményeket. 2002-től vesz részt az N csoportos világbajnokságban. Ez idő alatt két alkalommal, 2005-ben és 2007-ben megnyerte az összetett értékelést, valamint további kétszer lett második (2003, 2004).
Tosihiro 2005-ben, a világbajnokság mellett rajthoz állt az ázsia–óceániai ralibajnokságon is. Két győzelmet szerzett, és a második helyen zárta a szezont.

## Külső hivatkozások
- Arai Tosihiro hivatalos honlapja
- Profilja az ewrc.cz honlapon
- Profilja a rallybase.nl honlapon
- Profilja a juwra.com honlapon